# نزار شرابي
 نزار شرابي  ممثل ومخرج ومؤلف سوري شارك في العديد من الأعمال بدأ عام 1960 واستمر حتى وفاته عام 1998 ومن أهم أدواره أبو زاهي في المسلسل الشامي القديم أبو كامل توفي في 23 ديسمبر سنة 1998.

## أهم أعماله

### تمثيل
- رابعة العدوية
- زواج بالإكراه
- أبو كامل الجزءان الأول والثاني حيث قام بدور أبو زاهي
- الربيع المسافر
- خلف الجدران
- العبابيد بدور الحكيم لونجين
- خيط الدم
- عيلة أكابر
- حرب السنوات الأربعة ( عمل ليبي سوري مشترك أنتاج داوود شيخاني )

### تأليف
- الرهان
- رابعة العدوية
- الأيدي الخشنة

### أخراج
- أجازة
- من وحي الهدايا
- رابعة العدوية
- 24 ساعة
- الأيدي الخشنة
- من سبق لبق
- الليلة يصل محقان
- الرهان

## روابط خارجية
- نزار شرابي على موقع قاعدة بيانات الأفلام العربية